# ZALA KUB-BLA

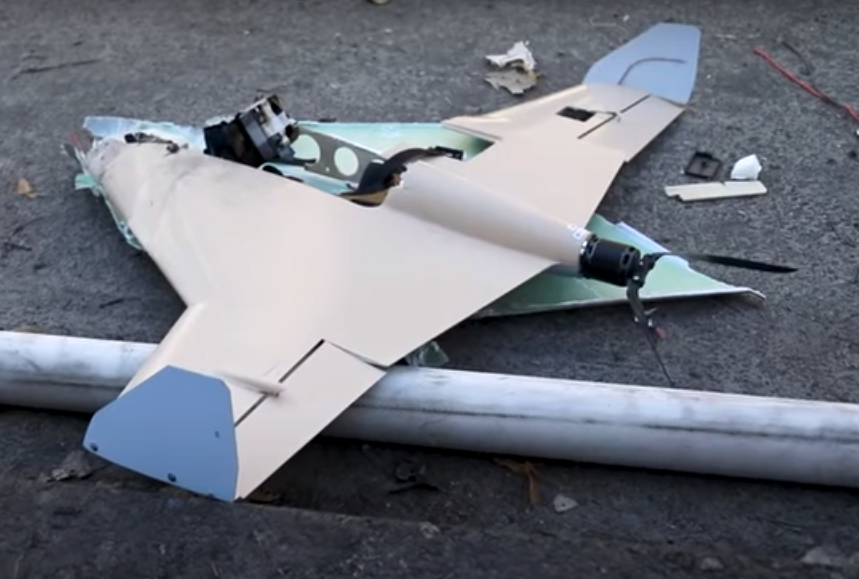
In Kiew niedergegangene, nicht explodierte KUB-BLA, 23. März 2022

Die KUB-BLA (russisch Куб-БЛА Kub-BLA) ist ein unbemanntes kampffähiges Luftfahrzeug vom Typ Loitering Munition („Lauerdrohne“) zur Bekämpfung von Bodenzielen. Die Drohne wurde im Jahre 2019 vom russischen Hersteller ZALA Aero entwickelt.

## Geschichte
KUB-BLA wurde vom russischen Hersteller ZALA Aero, einem Tochterunternehmen des Konzern Kalaschnikow, basierend auf Erfahrungen, die das russische Militär bei seinem Einsatz in Syrien seit 2015 gemacht hat, entwickelt. Nicht bekannt ist, ob ZALA Aero das Luftfahrzeug aus eigenem Antrieb oder auf Anfrage des russischen Militärs entwickelt hat. Der Entwurf ähnelt dem des Orbiter 1K des israelischen Herstellers Aeronautics. Russischen Berichten nach soll KUB-BLA in Syrien erfolgreich eingesetzt worden sein.
Die Drohne wurde 2019 auf der International Defence Exhibition in den Vereinigten Arabischen Emiraten zum ersten Mal der Öffentlichkeit vorgestellt.
Im August 2021 kündigte ZALA Aero eine Marineversion an. Diese Version soll sich lediglich in Details unterscheiden und soll von Schnellbooten und ähnlichen kleinen Schiffen aus operieren.
Die Exportvariante KUB-E wurde von den russischen Behörden im Januar 2022 freigegeben. Für den internationalen Export ist der Staatskonzern Rostec zuständig. Die Drohne soll kostengünstig sein und damit viele Exportmärkte erschließen. Dabei werden Parallelen zu Kalaschnikow-Handfeuerwaffen, welche in vielen Streitkräften der Welt verwendet werden, gezogen. Im Mai 2022 erhielt Eritrea acht Stück.
Die Drohne wird seit Beginn der Invasion Russlands in die Ukraine von Russland eingesetzt. Als zu Beginn der Invasion eine KUB-BLA in Kiew in der Nähe des Regierungsviertels abstürzte, kamen Spekulationen auf, ob Russland Präsident Wolodymyr Selenskyj treffen wollte. Dies ist jedoch unwahrscheinlich, denn wenn der Aufenthaltsort Selenskyjs bekannt gewesen wäre, hätte Russland andere Waffen wie Marschflugkörper eingesetzt. Trotzdem war das Auftauchen der Drohne in Kiew erstaunlich, denn wegen der eher geringen Reichweite musste der Start aus relativer Nähe erfolgt sein. Ein weiterer bekannter Einsatz der KUB-BLA war der Angriff auf von den USA gelieferten M777-Haubitzen.
Da im Laufe des Ukrainekrieges mehrere KUB-BLA als Blindgänger niedergingen, kamen Zweifel an der Zuverlässigkeit des Systems auf.

## Technik und Einsatzprofil
- Spannweite: 1,2 m
- Länge: 0,95 m
- Höhe: 0,165 m
- maximale Reichweite: 40 km
- maximale Flugzeit: 30 Minuten
- Höchstgeschwindigkeit: 130 km/h
- Marschgeschwindigkeit: 80 km/h
- Gefechtskopf: 3 kg Sprengstoff[6][2] und Metallkugeln als Splittermaterial[5]

KUB-BLA ist ein Deltaflügler und hat einen Druckpropeller am Heck welcher von einem elektrischen Motor angetrieben wird. Die Drohne wird von einem Flugzeugkatapult gestartet. Eine Landung und Wiederwendung ist nicht vorgesehen.
Da die KUB-BLA sehr leise fliegt, ist sie vom Boden aus kaum zu bemerken. Wegen ihrer kleinen Abmessungen ist die Drohne für Flugabwehr schwierig zu entdecken und bekämpfen.
Die Drohne sendet dem Bediener in ein Videobild in Echtzeit, damit dieser die Steuerung und Zielzuweisung durchführen kann. Die Navigation kann durch ein Globales Navigationssatellitensystem unterstützt werden. Während des Fluges kann Späh- und Gefechtsaufklärung betrieben werden. Wenn der Bediener ein Ziel erkennt, leitet er den Angriff ein. Beim Marschflug fliegt die Drohne horizontal, beim Zielanflug stürzt sie sich, einem Sturzkampfflugzeug ähnlich, in einem sehr steilen Winkel auf das Ziel. Das Ziel- und Angriffsystem ist für stationäre Ziele ausgelegt, daher ist es schwierig, Fahrzeuge in Bewegung zu treffen. Kurz vor dem Aufprall lässt ein Abstandszünder den Sprengstoff im Sprengkopf explodieren. Die durch die Explosion geschleuderten Splitter können leichte Panzerungen durchschlagen.
Die Andeutungen des Herstellers zu den Fähigkeiten der Drohne werden kontrovers diskutiert. Einer Interpretation nach ist die KUB-BLA mit einer künstlichen Intelligenz ausgestattet, welche die Sensordaten auswertet und selbstständig ein Ziel auswählen kann. Dies erzeugte größere Aufmerksamkeit, denn tödliche autonome Waffen sind stark umstritten. Es wurden keine Details über die Steuerung der Drohne veröffentlicht. Es ist jedoch unwahrscheinlich, dass die Waffe einen wirklichen autonomen Modus besitzt. Man kann aber annehmen, dass KUB-BLA, wie andere ähnliche Systeme, über einen automatischen Modus verfügt, welcher die Waffe selbstständig zu vorher eingegebenen Koordinaten navigiert und dort ein Ziel angreift.